# تاکیکو میزونو
تاکیکو میزونو (انگلیسی: Takiko Mizunoe; ۲۰ فوریهٔ ۱۹۱۵ – ۱۶ نوامبر ۲۰۰۹) بازیگر، تهیه‌کننده فیلم، presenter اهل ژاپن بود.